# شعب باشدادة (رخية)
'
شعب باشدادة هي إحدى قرى عزلة رخية بمديرية رخية التابعة لمحافظة حضرموت، بلغ تعداد سكانها 115 نسمة حسب تعداد اليمن لعام 2004.